# Dimitar Schtiljanow
Dimitar Panajotow Schtiljanow (bulgarisch Димитър Панайотов Щилянов; * 17. Juli 1976 in Sliwen) ist ein ehemaliger bulgarischer Boxer. Er war während seiner Wettkampfkarriere rund 1,77 m groß und gewann mehrere bulgarische Meisterschaften und internationale Turniere. 
2004 vertrat er sein Heimatland im Leichtgewicht, bei den Olympischen Sommerspielen in Athen, wo er Platz 9 erreichte. Nach einem Sieg gegen Selçuk Aydın, Türkei (20:11), war er anschließend gegen Amir Khan, England (21:37) ausgeschieden.

## Medaillengewinne internationaler Meisterschaften
- 8. Juniorenweltmeisterschaften, September 1994 in Istanbul, Türkei
- Ergebnis: 3. Platz im Federgewicht
- Vorrunde; Sieg (8:1) gegen Nam Ki-suk
- Achtelfinale; Sieg (13:6) gegen Bachtijar Tilegenow
- Viertelfinale; Sieg (5:4) gegen Lonluis Alvarez
- Halbfinale; Niederlage (0:9) gegen Dorel Simion

- 10. Weltmeisterschaften, August 1999 in Houston, USA
- Ergebnis: 3. Platz im Leichtgewicht
- Vorrunde; Freilos
- Achtelfinale; Sieg (16:1) gegen Igor Serdiuk
- Viertelfinale; Sieg (7:2) gegen Cristián Bejarano
- Halbfinale; Niederlage (t.K.o.) gegen Alexander Stepanow

- 33. Europameisterschaften, Mai 2000 in Tampere, Finnland
- Ergebnis: 2. Platz im Halbweltergewicht
- Achtelfinale; Sieg (8:5) gegen Sven Paris
- Viertelfinale; Sieg (5:0) gegen Sami Sipilä
- Halbfinale; Sieg (6:5) gegen Willy Blain
- Finale; Niederlage (0:5) gegen Alexander Leonow

- 11. Weltmeisterschaften, Juni 2001 in Belfast, Nordirland
- Ergebnis: 2. Platz im Halbweltergewicht
- Vorrunde 1; Freilos
- Vorrunde 2; Sieg (14:6) gegen Zoran Mitrović
- Achtelfinale; Sieg (21:18) gegen Mustafa Karagöllü
- Viertelfinale; Sieg (20:19) gegen Alexander Leonow
- Halbfinale; Sieg (33:27) gegen Willy Blain
- Finale; Niederlage (t.K.o.) gegen Diógenes Luna

- 34. Europameisterschaften, Juli 2002 in Perm, Russland
- Ergebnis: 1. Platz im Halbweltergewicht
- Vorrunde; Sieg (t.K.o.) gegen Abdulkadir Kör
- Achtelfinale; Sieg (16:6) gegen Patrik Bogere
- Viertelfinale; Sieg (22:12) gegen Wolodimir Krawets
- Halbfinale; Sieg (21:11) gegen Brunet Zamora
- Finale; Sieg (18:11) gegen Willy Blain

- 35. Europameisterschaften, Februar 2004 in Pula, Kroatien
- Ergebnis: 1. Platz im Leichtgewicht
- Vorrunde; Sieg (27:15) gegen Andrejs Ahmetows
- Achtelfinale; Sieg (38:24) gegen Oleksandr Kljutschko
- Viertelfinale; Sieg (35:12) gegen Adrian Alexandru
- Halbfinale; Sieg (34:25) gegen Gyula Káté
- Finale; Sieg (32:21) gegen Selçuk Aydın

- 5. EU-Meisterschaften, Juni 2007 in Dublin, Irland
- Ergebnis: 3. Platz im Weltergewicht
- Achtelfinale; Sieg (23:10) gegen Torben Keller
- Viertelfinale; Sieg (14:7) gegen Norbert Harcsa
- Halbfinale; Niederlage (8:19) gegen Roy Sheahan